# Giovanni Paolo Cima
Giovanni Paolo Cima (1570 circa – Milano, 1622-1630) è stato un compositore e organista italiano vissuto nel primo barocco, fu contemporaneo di Claudio Monteverdi e di Girolamo Frescobaldi.

## Biografia
Giovanni Paolo Cima proveniva da un'antica famiglia di musicisti milanesi. Nel 1610, fu direttore di musica e organista alla cappella di Santa Maria nella chiesa di San Celso a Milano. Non è documentata la sua data di morte che potrebbe essere avvenuta intorno al 1630 come conseguenza della peste bubbonica.  Giovanni Paolo è considerato uno dei più significativi esponenti della scuola lombarda di violino tanto da essere considerato tra i primi  ad emancipare la musica strumentale ad arco dalla canzone vocale e dai ritmi di danza per orientarsi verso una musica esclusivamente rivolta ad una destinazione strumentale.
Nel 1610 fece pubblicare i Concerti ecclesiastici, raccolta contenente una messa, 2 magnificat e falsi bordoni a 4 voci; vari mottetti ed alcune sonate ed un capriccio a 2-4 strumenti. Nella raccolta sono  contenute anche alcune composizioni del fratello Giovanni Andrea Cima (1580-1627), egualmente attivo a Milano.
Il figlio Sebastiano Cima non proseguì l'attività di musicisti di famiglia, trasferitosi a Bergamo nel 1630 aprì con i figli una bottega di pittura.

## Opere
- Mottetti a 4 voci, Milano, 1599
- Ricercate per l'organo, Milano, 1602
- Partito dei ricercari et canzoni alla francese, Milano, 1606, e conservato nella biblioteca del Museo donizettiano di Bergamo
- Canzoni con sequenze e contrappunti doppi, Milano, 1610
- Concerti ecclesiastici a una, due , tre, quattro voci, Milano, 1622
- La Regola del contrappunto e della composizione, Milano, 1622, conservato presso il Conservatorio di Musica di Milano segn. Riserva C47

nonché altri pezzi strumentali e di musica sacra conservati in diverse collezioni.